# Clean (cântec)
Clean este o piesă a formației britanice Depeche Mode. Piesa a apărut pe albumul Violator, în 1990.